# 蒜树科
蒜树科又名葱味木科，只有2属3种，仅分布在非洲的热带地区。
本科植物为常绿灌木、藤本或草本，单叶互生；花瓣3-5；有葱、蒜的香味。
1981年的克朗奎斯特分类法将其列入堇菜目，1998年根据基因亲缘关系分类的APG 分类法将本科直接放在I类真蔷薇分支之下。2009年APG III将本科列入酢浆草目。